# Infarkt
Infarkt je stanje odmiranja tkiva oz. tip nekroze, ki nastane ob zamašitvi krvnih žil zaradi tromboze ali embolije. V širši rabi nadomeščamo izraz infarkt z izrazom kap. Posledica infarkta je zmanjšani dovod kisika v možgane, pljuča, srčno mišico ali kak drug organ, zaradi česar del ali celota organa prične odmirati. Močnejši kot je infarkt, bolj prizadeto bo tkivo, kar pa seveda pušča bolj ali manj popravljive posledice. Pogosta posledica infarkta je smrt.